# Teofil a Helladius
Svatí Teofil a Helladius byli křesťanští mučedníci v Libyi, kteří byli zabiti ve 4. století.
Teofil byl jáhnem. Za šíření křesťanské víry, hanění pohanských bohů a odsuzování modlářů byl krutě mučen, tahán po zemi a nakonec lámán o kameny. Spolu s ním trpěl také křesťan Helladius.
Jejich svátek se slaví 8. ledna.